# Dave Sitek
David Andrew Sitek, detto Dave, noto anche con lo pseudonimo di Maximum Balloon (6 settembre 1972), è un musicista, polistrumentista e produttore discografico statunitense.

## Biografia
Noto soprattutto per essere un membro dei TV on the Radio, Sitek ha lavorato con altri gruppi importanti della scena indie rock come Yeah Yeah Yeahs, Liars, Foals, Celebration e Beady Eye.
Nel 2011 ha partecipato all'album The Great Escape Artist dei Jane's Addiction.
Ha prodotto nel 2008 l'album discografico dell'attrice Scarlett Johansson intitolato Anywhere I Lay My Head. Nel 2010 ha pubblicato un album solista dal titolo Maximum Balloon (Interscope). Ha collaborato con Little Dragon nel singolo If You Return (2010).
Ha prodotto anche dei remix con influenze jazz di brani di Beck e Nine Inch Nails. È anche fotografo e pittore.

## Filmografia

### Cinema
- Raaaaaaaandy Declares War on Justin Bieber, regia di Neil Mahoney - cortometraggio (2010)

### Videoclip
- Maximum Balloon Groove Me, regia di Carlos López Estrada (2010)
- TV on the Radio You, regia di Barnaby Clay (2011)

## Discografia parziale

### Come Maximum Balloon

#### Album in studio
- 2010 - Maximum Balloon

#### Singoli
- 2010 - Tiger/Quantum Exit
- 2010 - Groove Me (con Theophilus London)

### Con Jane's Addiction

#### Album in studio
- 2011 - The Great Escape Artist

### Con The Neverly Boys

#### Album in studio
- 2020 - Dark Side of Everything

#### Singoli
- 2017 - Burn, Hollywood, Burn

### Con WitchGang

#### Singoli
- 2023 - Nothing's Alright
- 2023 - Timeless
- 2024 - Runaway